# Kleinsteinhöhle

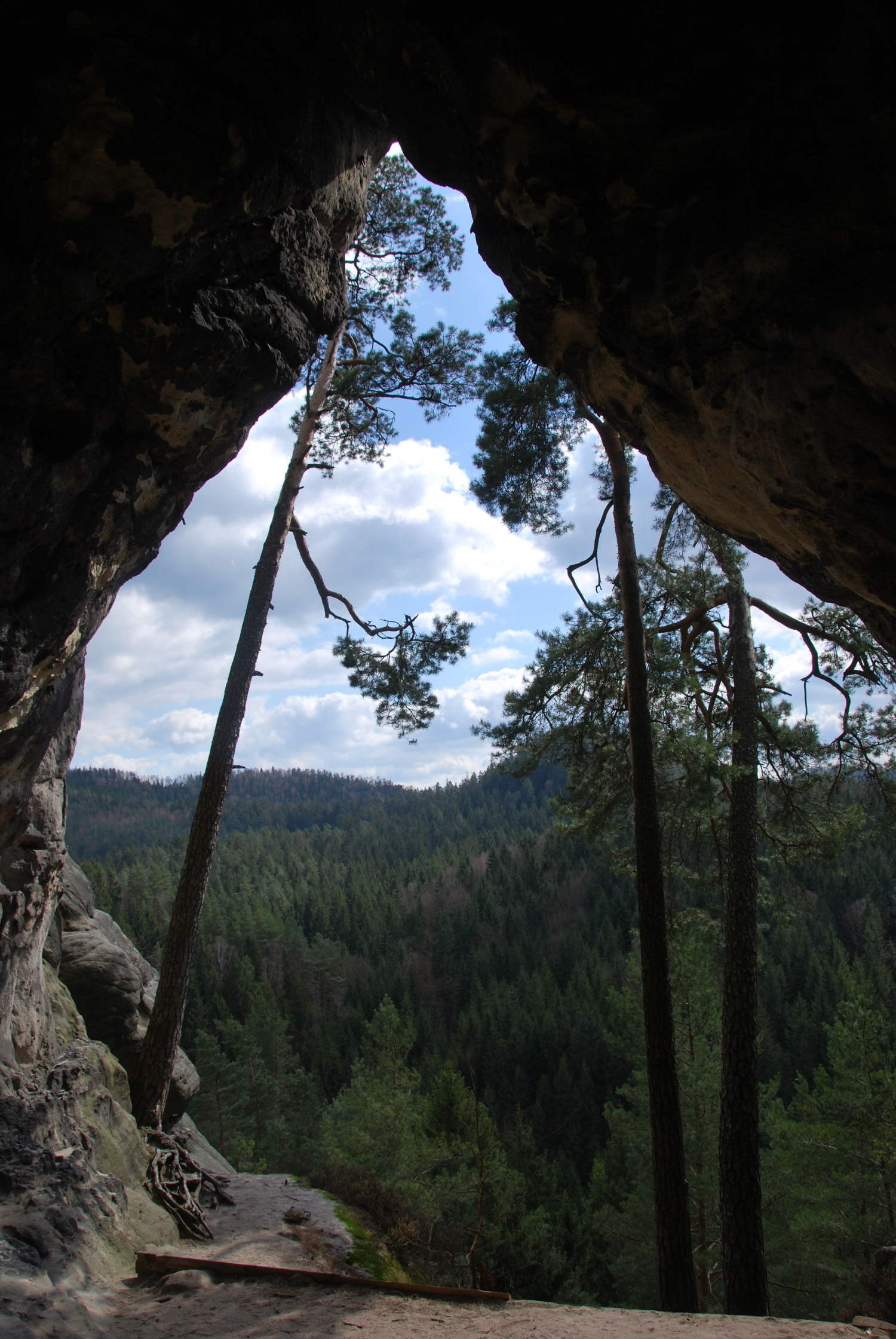
Kleinsteinhöhle – Blick über das Tal des Saupsdorfer Baches zum Großen Pohlshorn

Die Kleinsteinhöhle ist ein Felsentor an der Südseite des Kleinsteins in der Hinteren Sächsischen Schweiz. Sie ist nach dem Kuhstall das zweitgrößte Felsentor der Sächsischen Schweiz.
Die Kleinsteinhöhle befindet sich in der Flur des Ortes Ottendorf und oberhalb des Saupsdorfer Baches. Das Felsentor ist etwa 10 Meter hoch, etwa 10 bis 12 Meter breit und 5 bis 7 Meter tief. Der Felsbogen ist zweigeteilt und nach oben geöffnet. Talseitig und auch oberhalb der Höhle befinden sich zwei Aussichtspunkte. Die Höhle ist über eine Stiege erreichbar.
Das Felsentor wurde im Jahr 1820 vom Maler Ludwig Richter in einer Radierung porträtiert. Links vom Eingang zum Felsentor befindet sich an einer Felswand die eingehauene Jahreszahl „1586“, dabei handelt es sich um die zweitälteste Felsinschrift der Sächsischen Schweiz.
Der die Höhle umgebende Felsen ist ein als „Kleinsteinwand“ bekannter Kletterfelsen. Er zählt zu den bedeutendsten Kletterfelsen in der Hinteren Sächsischen Schweiz. Derzeit gibt es über 90 Kletterwege mit Schwierigkeiten bis zum 10. Grad (Sächsische Schwierigkeitsskala).